# Bohdanovce nad Trnavou
Bohdanovce nad Trnavou jsou obec na Slovensku v okrese Trnava.
Sousedí s obcemi Dolná Krupá, Špačince, Boleráz, Šelpice a městem Trnava, od něhož jsou vzdáleny 6 kilometrů na severozápad. Obec leží v blízkosti silničních i železničních dopravních tepen, spojujících Trnavu se Senicí.
V obci je římskokatolický chrám svatého Petra a Pavla ze 14. století a kaple sv. Jana Nepomuckého z roku 1770.
První písemná zmínka pochází z roku 1332 kdy král Karel I. Robert nařídil prvou konskripci. Obec Bohdanovce byla uvedena pod jménem Podans. Později, v roce 1373 se uvádí jako Bogdanch. V roce 1974 se Bohdanovce sloučily s nedalekou obcí Šelpice. Tento stav trval až do roku 1990, kdy se konalo referendum, ve kterém obyvatelé obou obcí rozhodli o jejich rozdělení.